# Nasalitet
Nasalitet, sammanfattande term för olika klangförändringar av talet som beror på olika grad av inblandning av näshålan. Främst vokaler påverkas. Nasaliteten påverkas av velofarynxfunktionen (se artikeln).
Hypernasal (öppen nasalklang) är klangen när mjuka gommen inte sluter tätt upp till näshålan så att även språkljud som inte ska vara nasala blir det. Orsaken kan vara anatomisk som vid gomspalt eller neurologisk som vid dysartri. Orsaken kan också vara vilje- eller vanemässig.
Hyponasal (sluten nasalklang) är klangen när stopp eller förträngningar gör att språkljud som ska vara nasala (det vill säga m, n och ng) inte blir det på rätt sätt. Man skiljer på främre och bakre. Främre sluten nasalklang uppfattas när förträngningen sitter långt fram i näshålan. Fenomenet kallas även cul de sac (fr. återvändsgränd) och kan enkelt åstadkommas om man kniper åt näsborrarna. Ljudet är vanligt i språk som portugisiska (skrivet med ~ över vokalen) och franska.
Bakre sluten nasalklang kallas det när förträngningen finns långt bak i näshålan, kring den normala tillstängningsplatsen upp till näshålan. Orsaken kan exempelvis vara en stor adenoid (hos barn) eller snuva. Resultatet blir att man låter täppt.
Blandad nasalklang är en kombination av båda, som beror på att luft ständigt läcker upp i näshålan men samtidigt hindras av förträngning längre fram.
För att bedöma och behandla dylika klangavvikelser krävs kontakt med logoped. Ofta åtgärdas avvikelserna kirurgiskt.